# Iuliu Farkaș
Iuliu Farkaș (* 8. September 1923 in Petroșani; † 9. Mai 1984) war ein rumänischer Fußballspieler. Er bestritt insgesamt 151 Spiele in der rumänischen Divizia A.

## Karriere
Farkaș begann im Alter von sieben Jahren mit dem Fußballspielen bei Jiul Petroșani in seiner Heimatstadt. Dort kam er im Jahr 1940 in den Kader der ersten Mannschaft, die seinerzeit in der Divizia B spielte. Im Jahr 1941 schloss er sich dem ungarischen Klub Ferencváros Budapest an, mit dem er in den Jahren 1942 und 1943 den ungarischen Pokal gewinnen konnte. In der Saison 1943/44 spielte er für Kolozsvári AC, ehe er zu Rapid Bukarest wechselte.
Nach dem Ende des Zweiten Weltkrieges schloss sich Farkaș Carmen Bukarest an. In der Saison 1945/46 steuerte er zwölf Tore in zwölf Spielen dazu bei, dass sich sein Verein für die wiedergegründete Divizia A qualifizieren konnte. Die Spielzeit 1946/47 schloss er als Vizemeister hinter ITA Arad ab. Anschließend wechselte er zu Ciocanul Bukarest, aus dem Mitte 1948 Dinamo Bukarest hervorging. Farkaș spielte zwei Jahre für Dinamo. In der Saison 1950 kam er nur neun Mal zum Einsatz und verließ den Verein Anfang 1951 zu Flacăra Petroșani. Mit dem Klub kämpfte er in den folgenden Jahren stets um den Klassenverbleib. In der Spielzeit 1955 wurde er nur noch zweimal eingesetzt. Nach einer Saison für Minerul Lupeni in der Divizia B beendete er seine Karriere.

## Nationalmannschaft
Farkaș bestritt neun Spiele für die rumänische Nationalmannschaft und konnte sechs Tore erzielen. Er debütierte am 30. September 1945 gegen Ungarn, als er in der Halbzeitpause für Francisc Spielmann eingewechselt wurde. Am 25. Mai 1947 erzielte er im Rahmen des Balkan-Cups 1947 gegen Albanien drei Tore. In den ersten vier Spielen des Jahres gehörte er zum Stamm der Mannschaft. Anschließend kam er nur noch unregelmäßig zum Einsatz. Am 23. Oktober 1949 gegen Albanien wurde er zum letzten Mal eingesetzt.

## Erfolge
- Ungarischer Pokalsieger: 1942, 1943